# ジョヴァンニ・マリーア・モランディ
ジョヴァンニ・マリーア・モランディ（Giovanni Maria Morandi、1622年4月30日 - 1717年2月18日）は、バロック期のイタリアの画家である。祭壇画や肖像画を描いた。

## 略歴
フィレンツェで生まれた。フィレンツェの画家オラツィオ・フィダーニ(Orazio Fidani: 1610-1656)とジョヴァンニ・ビリヴェルティ(1585-1644)の弟子になった 。1640年代の終わりか1650年代の初めにローマに移ったので、フィレンツェ時代に描いたモランディの作品は少ないがサン・フィオレンツォ教会(Chiesa di San Fiorenzo)にキリストを描いた作品のあったことが18世紀半ばの書籍で言及されている。
生涯の大半をローマで過ごし、サンタ・マリア・デッラ・パーチェ教会(Chiesa di Santa Maria della Pace)やサンタ・マリア・イン・ヴァリチェッラ教会(Chiesa di Santa Maria in Vallicella)などに祭壇画を描き、ローマのトラステヴェレにあるサルヴィアティ宮殿(Palazzo Salviati)に神話を題材にした壁画を描いた。
アカデミア・ディ・サン・ルカの会員となり、1671年に1年任期の会長も務めた。ローマの芸術家のアカデミー（Accademia dell'Arcadia:1690年設立）の会員にもなった。ローマで人気のある工房を開き、弟子にはフランチェスコ・ツッカレリやフランチェスコ・コンティ、オドアルド・ヴィチネッリ、ピエトロ・ネッリらがいた。
パトロンには神聖ローマ皇帝レオポルト1世やローマ教皇アレクサンデル7世がいて、アレクサンデル7世の出身のシエナの名家キージ家からも支援を受けた。シエナのサンタ・マリア・デッラ・スカラ救済院(Complesso museale di Santa Maria della Scala)やシエナ大聖堂にも作品を描いた。
1717年2月18日にローマで死去した。

## 作品

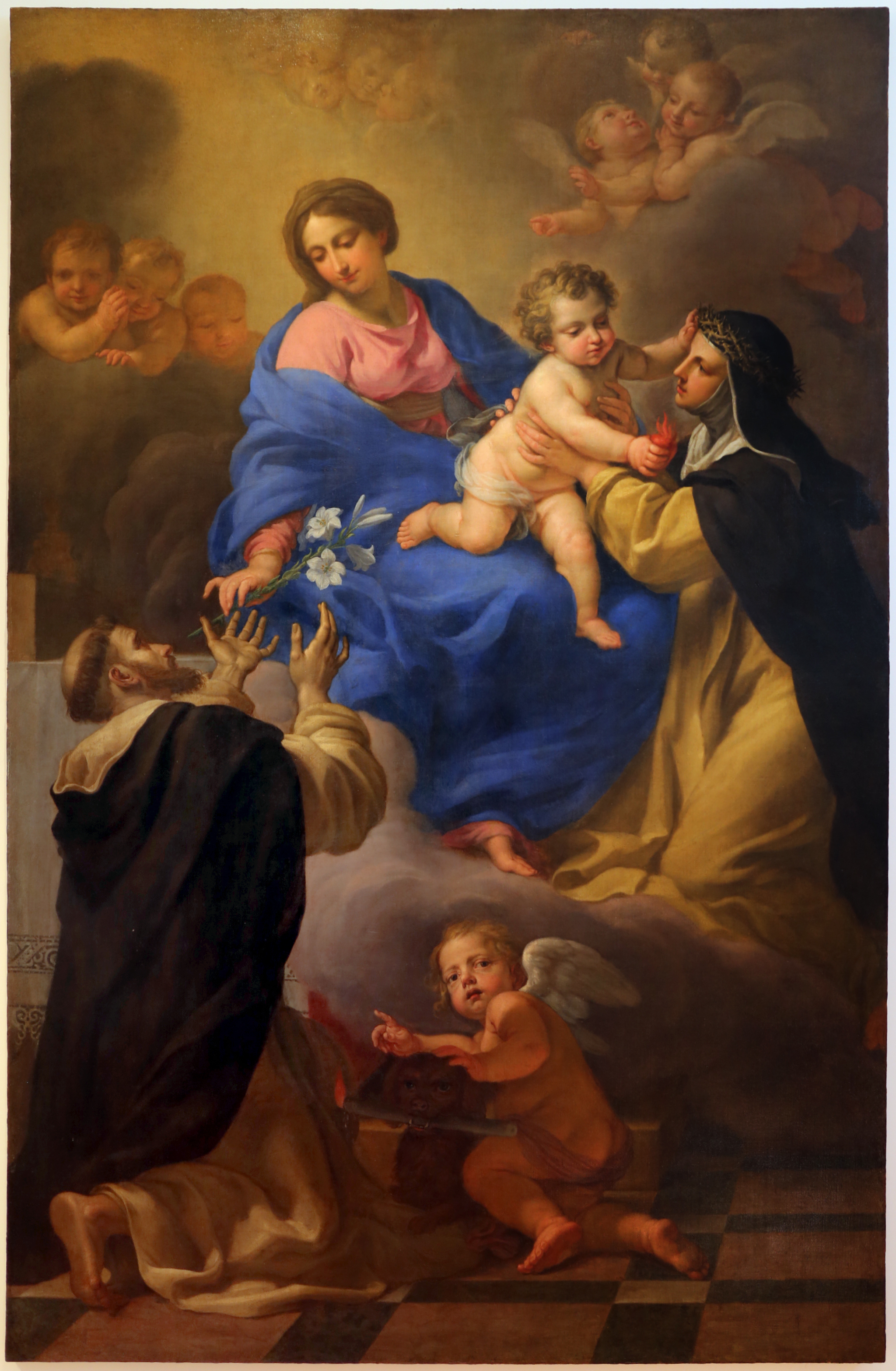
『ロザリオの聖母』(1686) サンタ・サビーナ聖堂
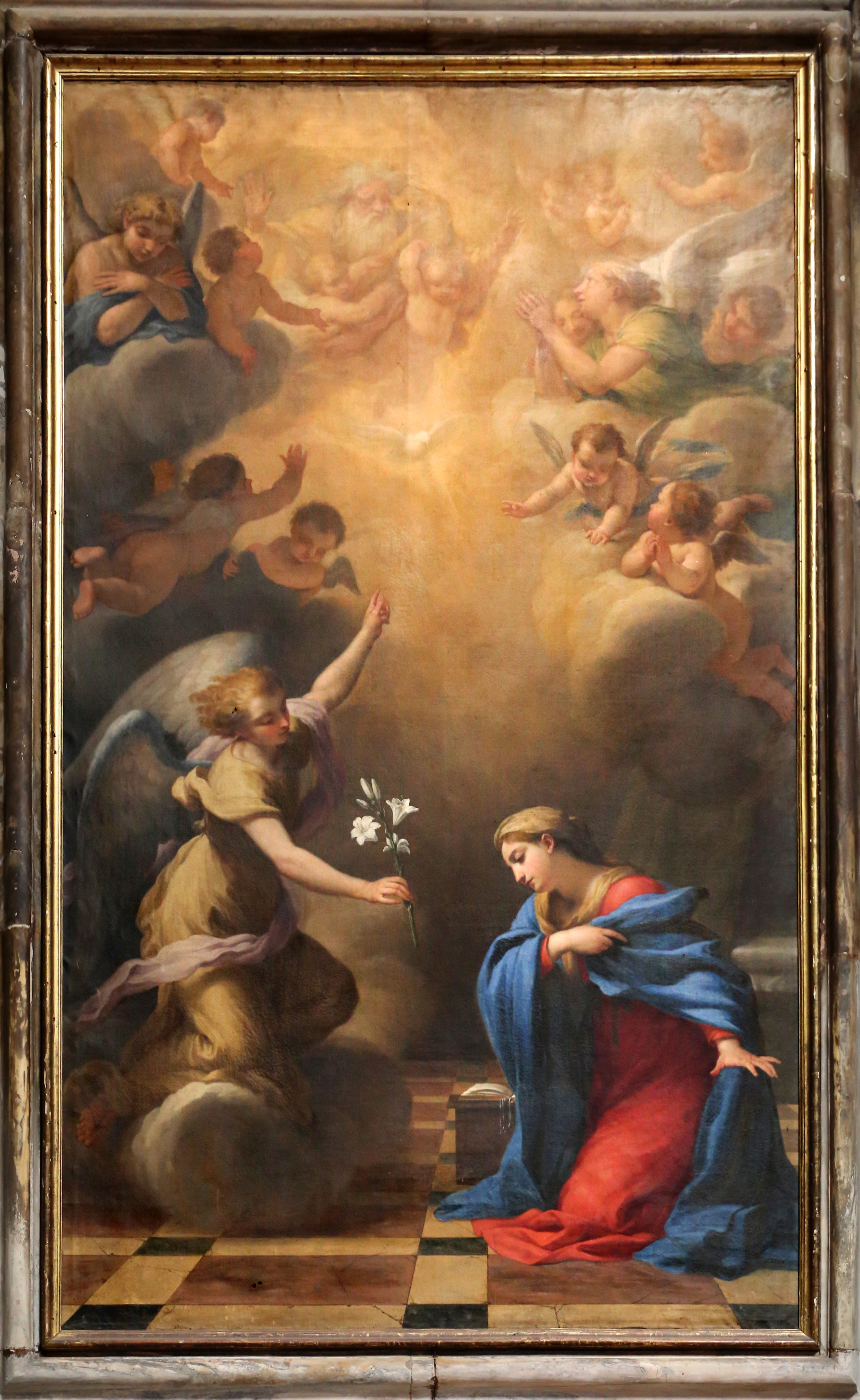
『受胎告知』 シエナのChiesa della Santissima Annunziata
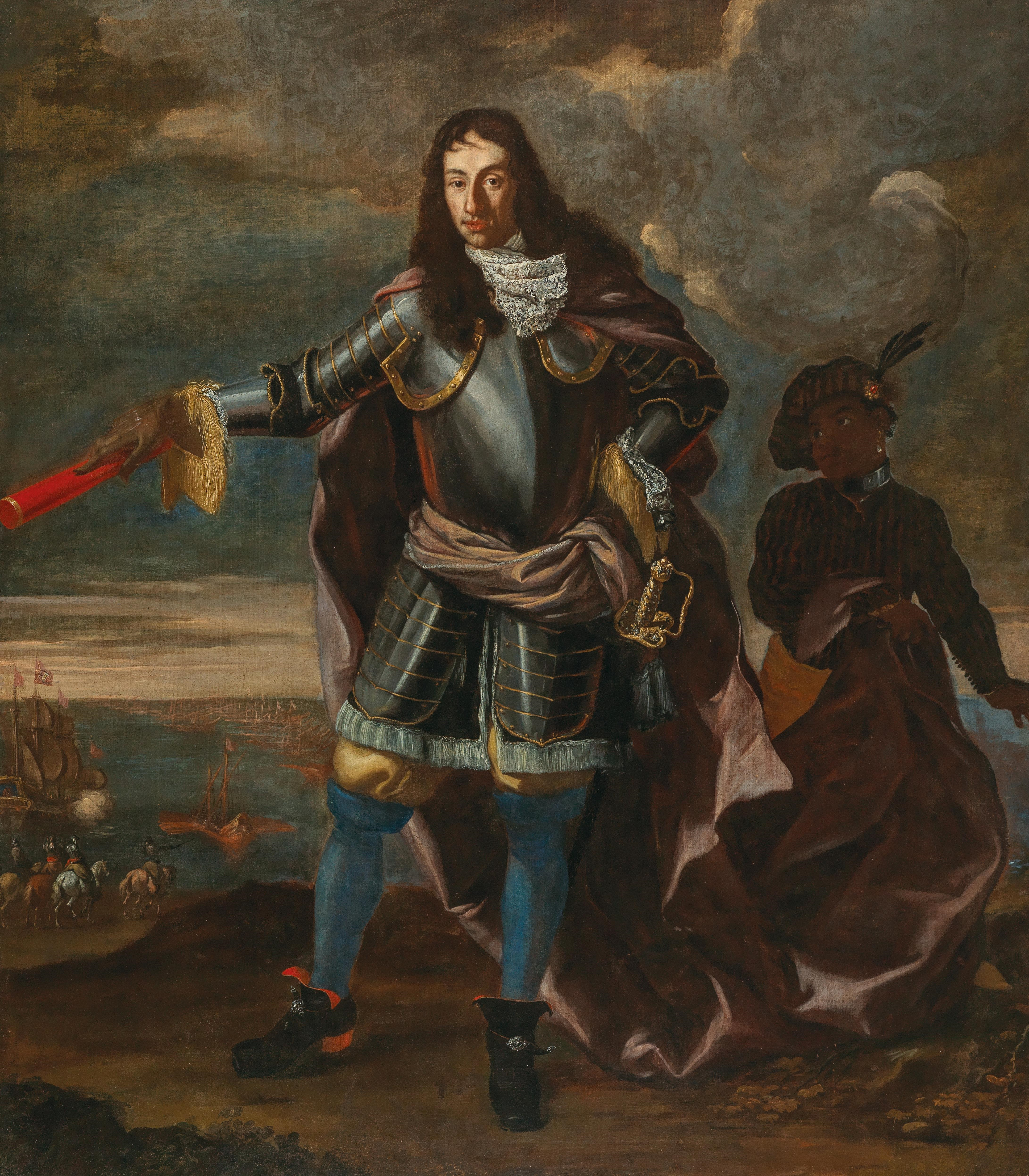
貴族 Livio Odescalchiの肖像画
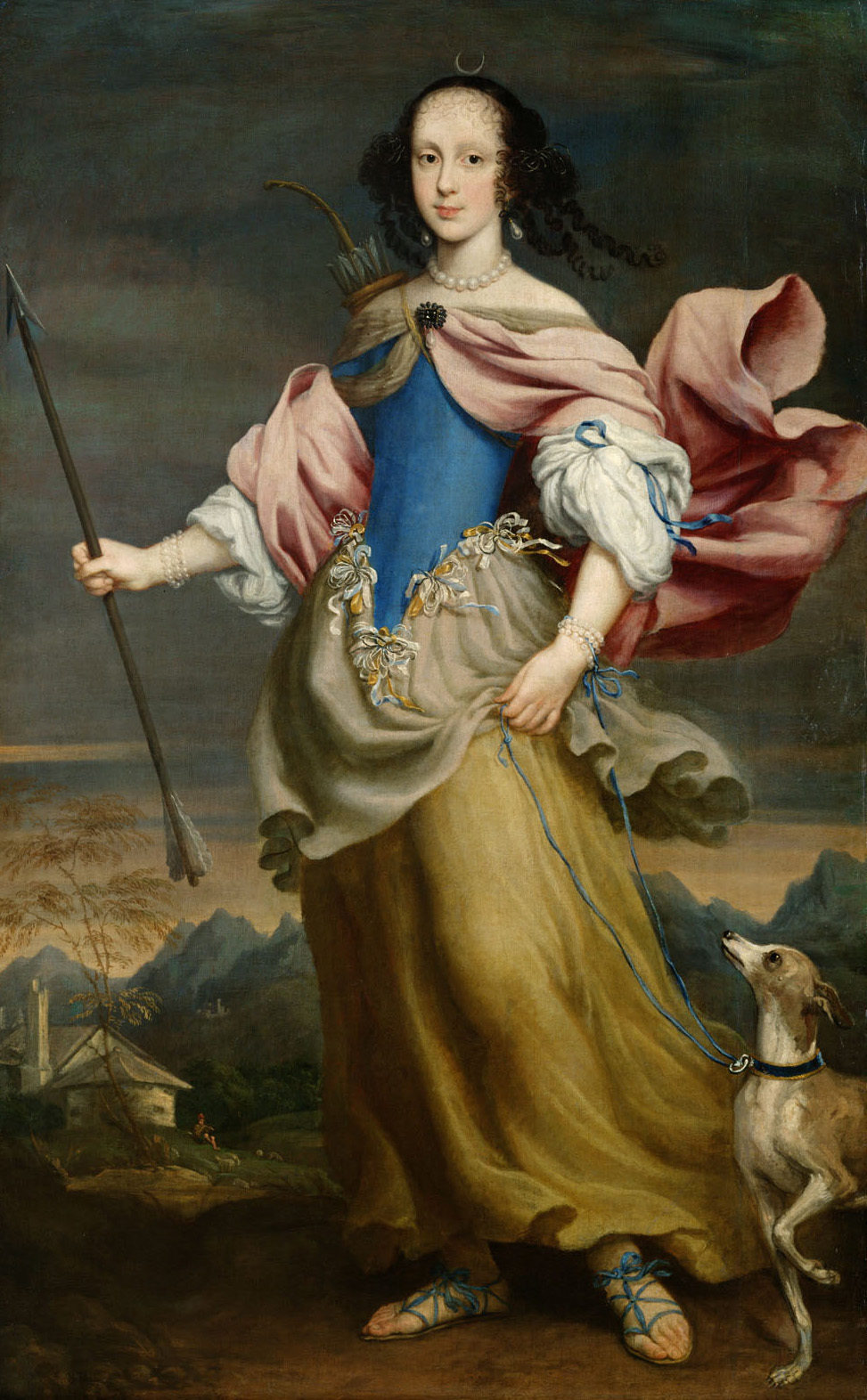
ディアナに扮したクラウディア・フェリーツィタス大公女 (1666) 美術史美術館